# Atrichelaphinis quadripunctata
Atrichelaphinis quadripunctata är en skalbaggsart som beskrevs av Lansberge 1882. Atrichelaphinis quadripunctata ingår i släktet Atrichelaphinis och familjen Cetoniidae. Inga underarter finns listade.